# Четири часа
„Четири часа“ (на английски: Four O'Clock) е телевизионен филм – епизод № 1 от първия сезон на телевизионния американски сериал-антология „Подозрение“. Филмът е режисиран от Алфред Хичкок и се излъчва по канал NBC на 30 септември 1957 г.

## Сюжет
Внимание:  Текстът по-долу разкрива сюжета на произведението (или части от него)!
Пол Степи е часовникар, който подозира неоснователно съпругата си Фран в изневяра, докато той работи в сервиза си всеки следобед. Обзет от ревност той прави бомба със закъснител, с часовников механизъм. Един ден, когато жена му е на пазара, той се промъква в къщата, за да постави взривното устройство и да ликвидира любовниците. Там Пол е изненадан от двама крадци, които го завързват и го оставят в къщата, където собственото му устройство продължава да цъка ...

## В ролите
| Актьор            | Роля       |
| ----------------- | ---------- |
| Нанси Кели        | Фран Степи |
| Е. Г. Маршъл      | Пол Степи  |
| Хари Дийн Стантън | Бил        |
| Ричард Лонг       | Дейв       |
| Том Питман        | Джо        |